# Hamás
Hamás (arabsky: حماس – Ḥamās, dosl. „nadšení“; zkratka pro Hnutí islámského odporu, arabsky: حركة المقاومة الإسلامية, Harakat al-Muqawama al-Islamíja) je palestinská nacionalistická a islamistická (sunnitský islám) politická organizace, která je kvůli častému využívání prostředků politického násilí převážně západními státy označena za teroristickou. Vojenské křídlo organizace tvoří Brigády Izz ad-Dína al-Kassáma.
V roce 2007 hnutí započalo vládu v Pásmu Gazy, které bylo od roku 1967 do stažení izraelských vojsk v roce 2005 bylo přímo okupováno Izraelem, následkem čehož vyhlásil Izrael a Egypt z bezpečnostních důvodů jeho blokádu, což mezinárodní společenství považuje za pokračování izraelské okupace jinou formou. Po svém založení se Hamás aktivně zapojil do izraelsko-palestinského konfliktu. Hnutí v době mírového procesu s tímto postupem nesouhlasilo a bojkotovalo také první palestinské volby. Taktiku změnilo při druhých volbách v lednu 2006, ve kterých kandidovalo a vyhrálo většinu v Palestinské legislativní radě. Hnutí je politickým oponentem staršího palestinského hnutí Fatah, které vládne na Západním břehu Jordánu. V roce 2007 se obě hnutí střetla v Pásmu Gazy v několikadenní občanské válce, po které došlo k současnému faktickému dvouvládí. Od té doby se na území Palestiny žádné celostátní volby nekonaly.
Organizace vznikla v roce 1987, v době první intifády. Vytvořil ji imám Ahmed Jásin ze své dřívější gazské charitativní organizace Al-Madžama Al-Islami, která spolupracovala s egyptským Muslimským bratrstvem. Původní charta Hamásu, vydaná v roce 1988 a která byla považována za silně antisemitskou, vyzývala ke zničení Izraele, legitimizovala použití násilí, vyjadřovala nenávist vůči Židům a ustanovení islamistického státu na celém území historického britského Mandátu Palestina (z většiny dnešní Izrael). Nově vydaná charta hnutí z roku 2017 již akceptuje ideu státu Palestina v hranicích z roku 1967 (tj. dvoustátní řešení), přestože paradoxně neuznává stát Izrael a odmítá jakoukoliv alternativu než osvobození „od řeky k moři“. Z nové charty explicitní antisemitský jazyk vyzmizel a za nepřítele již nejsou označováni Židé, ale sionisté a stát Izrael.
Zejména během druhé intifády (mezi lety 2000 a 2005) Hamás páchal řadu teroristických útoků. V této době zabil kolem 400 Izraelců a dalších 2000 zranil. Vzestup islamistického terorismu vedl západní státy k sestavování seznamu teroristů. Například Spojené státy americké zařadily na svůj seznam teroristů Hamás již v roce 1997. Evropská unie zařadila na svůj seznam nejdříve vojenské křídlo Hamásu (v roce 2001) a v roce 2003 následovalo  politické křídlo. V roce 2001 zařadilo vojenské křídlo Hamásu na svůj seznam i Spojené království, které také později přidalo i politické křídlo hnutí s tím, že již obě křídla nejde dále rozlišit. V současnosti je Hamás na seznamu teroristických organizací řady zemí, například: USA, EU, Kanady, Izraele, Argentiny, Austrálie, Nového Zélandu, Japonska nebo Paraguaye. Od roku 2021 charakterizuje Organizace amerických států Hamás jako teroristicku organizaci. V roce 2018 hlasovalo Valné shromáždění OSN o rezoluci předložené USA, kterou měly členské státy OSN odsoudit činy Hamásu. Rezoluce ovšem nezískala potřebnou dvoutřetinovou podporu. Pro odsouzení hlasovalo 87 států, ostatní země byly proti nebo se zdržely.
Po převzetí vlády v Pásmu Gazy Izrael spolu s Egyptem zahájily blokádu území a Izrael posílil represe vůči hnutí. Izrael následně proti Hamásu vedl řadu vojenských operací, například: operace Lité olovo (2008–2009), operace Pilíř obrany (2012), operace Ochranné ostří (2014), střety z roku 2021; při nichž zemřely tisíce Palestinců, z většiny civilisté. V říjnu 2023 Hamás provedl bezprecedentní teroristický útok na Izrael, při němž zemřelo přes tisíc Izraelců (z poloviny civilisté). Hamás útok označil za odvetu proti údajnému znesvěcení mešity al-Aksá, šestnáct let trvající blokádě Pásma Gazy, opakujícím se izraelským vojenským zátahům v obcích na Západním břehu Jordánu, vzrůstajícímu násilí radikálních osadníků vůči Palestincům a proti rozmachu nelegálních osad. Teroristický útok spustil válku, ve které zemřelo přes 40 000 Palestinců (z většiny civilisté) a v níž byli zabiti představitelé Hamásu Ismáíl Haníja, Jahjá Sinvár, Muhammad Dajf nebo Sálih Arúrí.

## Historie

### Muslimské bratrstvo
Kořeny hnutí Hamás lze nalézt v Egyptě, kde jeden z nejvlivnějších muslimských teologů 20. století Hasan al-Banná v roce 1928 založil společenství Muslimské bratrstvo (Alichwán al-muslimún). Písemnictví Hamásu za svého předchůdce uvádí hnutí šejcha Izz ad-Dín al-Kassáma (Qassáma) (1882–1935), po němž je v současnosti pojmenováno vojenské křídlo společenství. Je nepravděpodobné, že by al-Kassám byl členem Muslimského bratrstva, lze však zaznamenat vzájemnou spřízněnost ideálů, neboť jejich společným základem jsou myšlenky islámského reformátora Rašída Ridá. Ještě ke konci dvacátých let 20. století postrádaly al-Kassámovy ideje zevrubnou hloubku, nicméně je jisté, že již v této době byla jeho vizí Palestina osvobozená od cizích vlivů a společnost zachovávající Korán. Součástí těchto vizí byli i křesťané, žijící a spolupracující v upřímném souladu s muslimskou většinou (dhimmí). Vyhraněný postoj však zastával proti jakémukoliv druhu obsazování palestinského území Židy. Postupně tyto názory vykrystalizovaly v přesvědčení, že celý islámský svět musí prvořadě zahájit odpor proti izraelským kolonistům a posléze i proti Britům, kteří usazování Židů na palestinském území protežovali. Al-Kassáma byl zabit poblíž města Dženín v přestřelce s britskou policií dne 21. listopadu 1935 a pro různé místní strany a hnutí se stal jedním z prvních mučedníků padlých v boji za osvobození Palestiny. Právě díky jeho osobě došlo k rozšíření idejí Rašída Ridá v Palestině, což usnadnilo následné pronikání Muslimského bratrstva do oblasti. Al-Banná začal své vyslance vysílat do Palestiny v roce 1936 a sám zemi několikrát navštívil, když mezi lety 1942–1945 zakládal pobočky bratrstva v jejích některých velkých městech. Palestinský problém se pro al-Banná stal zcela zásadním, neboť na něm deklaroval nadnárodní charakter jeho idejí, což v letech 1935–1945 vedlo k uvolnění jeho sepětí s egyptským nacionalismem a přechodu k myšlenkám mezinárodnímu formátu. K založení pobočky v Palestině došlo v roce 1945 díky Saídu Ramadánoví, švagrovi al-Banná, jenž jen za první rok působnosti shromáždil na 15 000 nových stoupenců. Po zavraždění Hasana al-Banná v roce 1949 bylo Muslimské bratrstvo v Egyptě postaveno mimo zákon, nicméně v Pásmu Gazy byli jeho stoupenci považováni za vlastence. V Zajordání byla jeho existence oficiálně uznávána. Od roku 1955 se bratrstvo zapojilo do významných vojenských i politických akcí, v jejichž důsledku došlo k rozdělení islamistických skupin na dvě názorové linie. První se zříkala ozbrojeného boje a přikláněla se názoru, že společnost je třeba napravit prostřednictvím přísného zachovávání islámského zákona, za pomoci islámských institucí kulturního, vzdělávacího a ekonomického typu (tzv. „neotradicionalismus“ či „islamizace zdola“). Druhá zastávala fundamentalistické pozice a prostřednictvím vojenské aktivity usilovala o státní převrat a soustředila se na ozbrojený boj proti Izraeli (tzv. „islamizace shora“). K rozdělení společnosti došlo také v Palestině, kde se v následujících letech zformovala nová politická hnutí. Největším konkurentem pro Muslimské bratrstvo se stala organizace Fatah, která je dodnes nejdůležitější složkou nacionálně sekulární Organizace pro osvobození Palestiny (OOP). Fatah těžil zejména ze skutečnosti, že egyptský prezident Gamál Násir opět postavil bratrstvo mimo zákon, což se odrazilo i na území Palestiny. V té době se stal hlavním duchovním představitelem Muslimského bratrstva v Palestině šajch Ahmad Izmaíl Jásín, pod jehož vedením organizace dosáhla značných neotradicionalistických úspěchů při islamizaci palestinské společnosti. V 80. letech 20. století se však někteří mladí palestinští fundamentalisté z řad Muslimského bratrstva seskupili kolem osoby Abdulláha Azzáma nebo začali přestupovat do palestinské odbočky skupiny Islámský džihád. Aby zabránil výraznějšímu odchodu členské základny do těchto skupin, rozhodl se šejch Jásín založit Hamás, jenž měl oběma formám islámského radikalismu konkurovat.

### Založení Hamásu a První intifáda

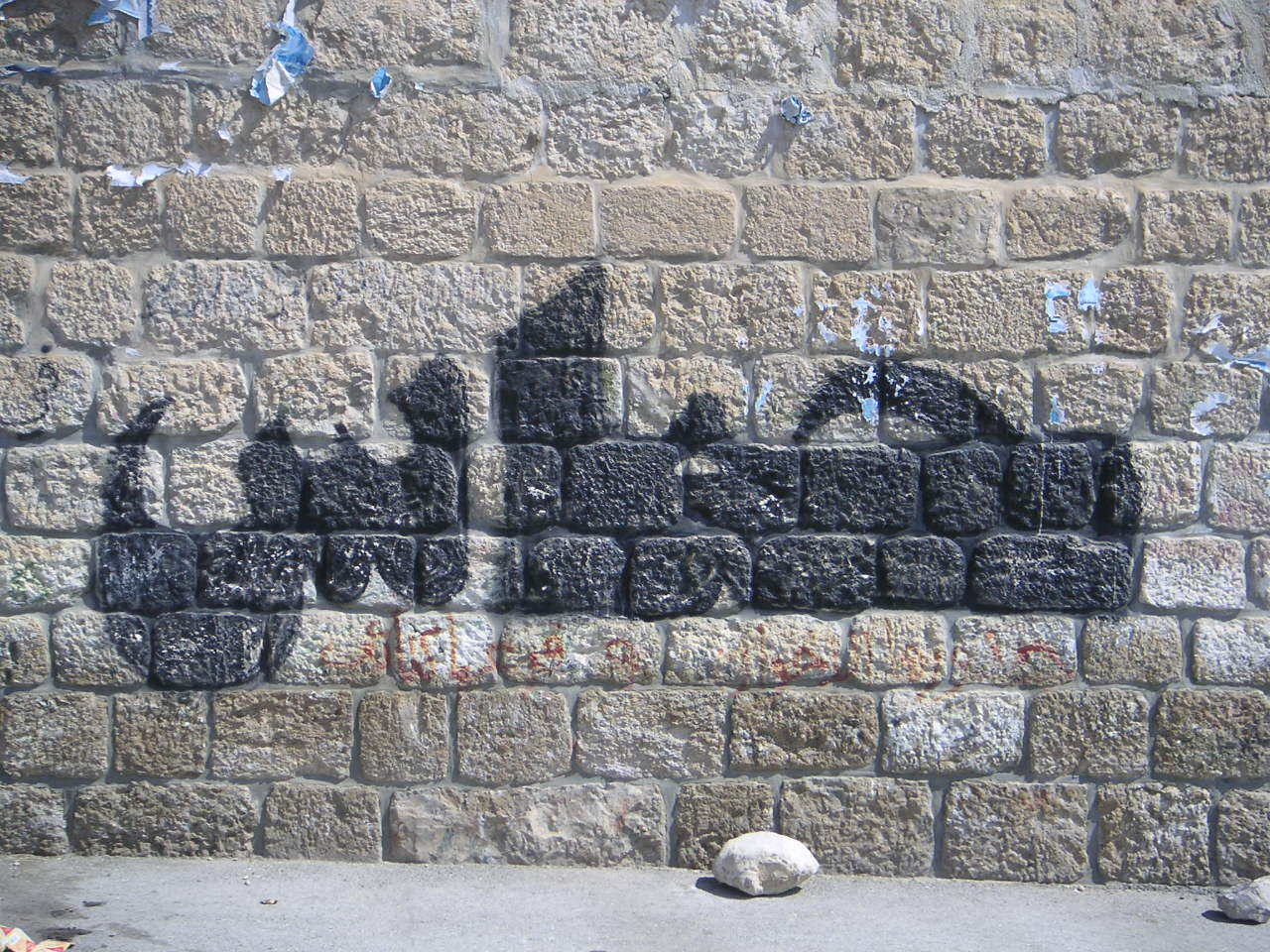
Grafiti Hamás v arabštině

K ustavujícímu shromáždění Hamásu došlo 9. prosince 1987, prohlášení bylo vydáno 11. prosince v Gaze a 14. prosince v Předjordánsku. Z propagandistického záměru však literatura Hamásu jako den založení uvádí 8. prosinec, který je pokládán za počátek První intifády. Název Hamás v překladu znamená „Nadšení" a zároveň jednotlivá písmena tohoto výrazu představují zkratku: Harakat al-Muqáwama al-Islámíja (Hnutí islámského odporu). Jeho oficiálně uváděnými zakladateli byli šajch Ahmad Izmáíl Jásín a Abdel Azíz ar-Rantíssí. Prvotní reakce OOP na založení nového ozbrojeného islámského hnutí byla smířlivá, což bylo ovlivněno i přesvědčením, že otevřené nepřátelství mezi oběma organizacemi by znamenalo konec intifády. Nicméně vzájemné soupeření bylo patrné již v počátcích vzájemných vztahů, zejména ve sporech o to, pod čí kontrolou budou stávky. Pro obyvatele Palestiny se Hamás stal islamistickou alternativou sekulární OOP a svými cíli v sociální a politické sféře, jakož i komunitní činností, zpochybňoval postavení jediného legitimního představitele palestinského lidu, jež si OOP nárokovala. Izraelci Muslimskému bratrstvu těsně před vypuknutím intifády a krátce po založení Hamásu vyjadřovali tichou podporu, neboť se domnívali, že jeho humanitární profilace bude do budoucna převažovat nad projevy militantního extrémismu, a zároveň, že se stane politickým oponentem nacionálně sekulární OOP. Ještě na začátku První intifády věřili, že se bratrstvo „…stavělo proti palestinskému nacionalismu, a že jeho členové nebyli zapojeni do aktů politického odboje.“ Po vypuknutí První intifády se však ve vnitřní struktuře Hamásu jasným způsobem prosadili zastánci radikální protiizraelské linie. Své předpoklady, že by mohli Hamás využívat k destabilizaci palestinské politické scény v neprospěch OOP, byli Izraelci nuceni přehodnotit ve chvíli uveřejnění charty Hamásu v roce 1988, a posléze v roce 1989, kdy se organizace přihlásila k únosu a vraždě dvou izraelských vojáků. Při následné vlně represí byl uvězněn a v roce 1989 k doživotí odsouzen i šajch Jásín, což vedlo k částečné reorganizaci velení a do čela Hamásu byl postaven Músá Abú Marzúq, inženýr, jenž vysokoškolské vzdělání získal na univerzitě v USA.
Další politický vývoj v Palestině následoval po oslabení vlivu OOP, jehož příčinou byly události, které následovaly po alžírské deklaraci v roce 1988 a četné obžaloby, jež obviňovaly vedoucí představitele OOP z korupce. Svou roli sehrála i ztráta ekonomické podpory přicházející ze Sovětského svazu, Iráku Saddáma Husajna a zemí, které se zapojily do války v Zálivu na straně protiirácké koalice. Vůdce OOP Jásir Arafat proto vyzval čelní představitele Hamásu ke vstupu do Národní palestinské rady, avšak tato jednání, která byla zahájena v roce 1990, ztroskotala na požadavku Abú Marzúqa, který požadoval polovinu křesel v Radě a výslovné zavržení alžírské deklarace. V roce 1992 reagoval Izrael na vzrůstající eskalaci násilí deportací 415 představitelů Hamásu a palestinského Islámského džihádu do jižního Libanonu. Libanon však odmítal deportované přijmout, a tak za celosvětové novinářské pozornosti zůstali ve stanovém táboře na hraničním území nikoho. Díky tomuto opatření se sice napětí v Palestině dočasně zklidnilo, avšak zároveň došlo ke kontaktu mezi palestinskými fundamentalisty sunnitské orientace a šíitským hnutím Hizballáh, jehož příslušníci od roku 1982 začali své protivníky napadat formou sebevražedných útoků. Z pragmatických důvodů, jako mluvčí palestinského lidu, svůj důrazný nesouhlas s deportacemi vyjádřil i Jásir Arafat, načež Hamás souhlasil s konáním konference v Tunisu (prosinec 1992), kde jeho předáci jednali s OOP, a s rokováním v Chartúmu, kde vedli dialog s představiteli Fatahu. Jako konec první intifády jsou často uváděny mírové dohody z Osla (30. srpna 1993), uzavřené mezi Izraelem a OOP. Tato ujednání však byla v přímém rozporu s doktrínou Hamásu, jehož vedení, stejně jako představitelé Islámského džihádu, je nikdy neuznalo.

### Období mezi intifádami
Obyvatelstvo Palestiny unavené setrvalým konfliktem bylo dohodám z Osla nakloněno positivně a Hamás proto určitou dobu čelil otázce další existence. Tento status se však změnil 25. února 1994, když izraelský kolonista zahájil střelbu na muslimské věřící shromážděné k modlitbě v Hebronu a na místě jich dvacet devět zavraždil. Tento čin umožnil předákům Hamásu obhájit své postoje s tvrzením, že terorismus jeho stoupenců je nezbytný vzhledem k trvajícím provokacím Izraelců. 4. května 1994 Jásir Arafat podepsal dohody v Káhiře, které jej zavazovaly vyvíjet iniciativu v boji proti činnosti atentátníků, organizované z území svěřeného Národní palestinské samosprávě. V následujících dnech uzavřely dohodu o ukončení válečného stavu i Brigády Kassám a militantní křídlo Fatahu. Toto ujednání, stejně jako dohody z Káhiry, se vztahovalo výhradně na útoky podnikané z palestinského území, netýkalo se operativních skupin působících na území Izraele. V důsledku tak odpovědnost za odhalování těchto teroristických buněk zůstala na izraelských bezpečnostních složkách.
V devadesátých letech, po rozpadu východního bloku, začala do Izraele proudit další vlna přistěhovalců z Ruska. Celkově se jednalo asi o milion Židů, z nich se většina stala novou zásobárnou levné pracovní síly. Příčinou tohoto přílivu pracovníků se izraelská ekonomika stala nezávislou na práci Palestinců z Pásma Gazy. Tyto okolnosti dovolily Izraelcům od 30. března 1993 praktikovat politiku neprodyšného uzavření hranic s okupovaným územím. Pro palestinskou narušenou ekonomiku znamenaly tyto událostí zásadní újmu. Podrobné hospodářské údaje hovoří o tom, že až 66% palestinských pracovních sil se následkem těchto opatření stalo nezaměstnaných nebo zaměstnaných nedostatečně. Výsledkem tohoto ekonomického vývoje byl nárůst podpory, kterou chudí Palestinci začali vyjadřovat místním radikálním skupinám.

### Intifáda Al-aksá

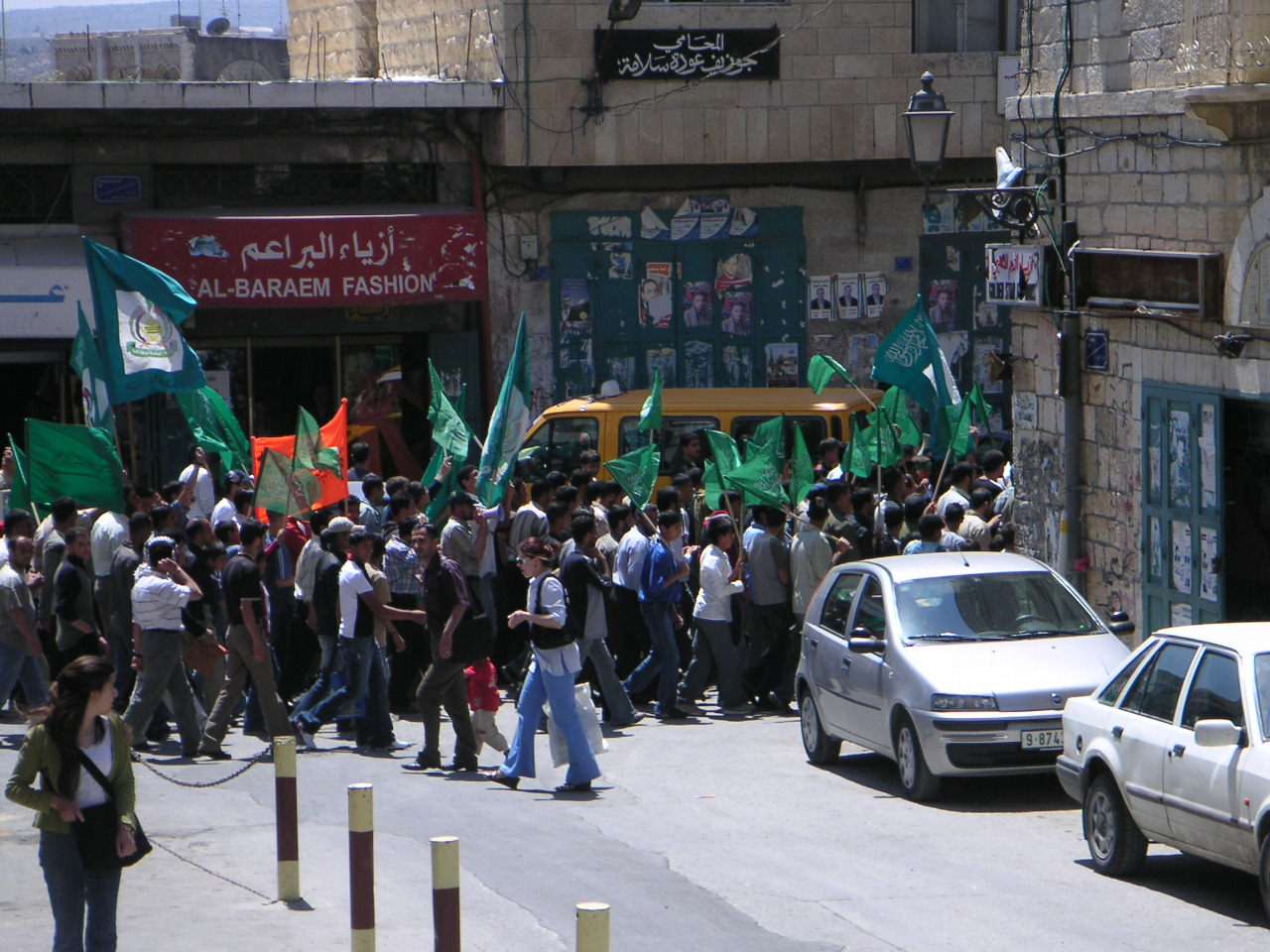
Pochod příznivců Hamásu Betlémem

Na konci 90. let 20. století došlo v důsledku politických změn na blízkém východě k částečnému ochromení velení Hamásu a po celý rok 1999 až do listopadu 2000 nebyly organizovány žádné sebevražedné útoky. Organizace potřebovala čas na reorganizaci a vrátila se ke své neotradicionalistické tradici. 28. září 2000 navštívil Ariel Šaron Chrámovou horu v Jeruzalémě. Toto politické gesto, které mělo podpořit izraelský nárok na sjednocený Jeruzalém, spustilo další vlnu protestů, která nese historický název Druhá intifáda, či Intifáda Al-aksá. Zpočátku měly formy protestů podobu proměnlivé směsice pouličních nepokojů a útoků podnikaných všemi ozbrojenými skupinami. Posléze se v ulicích objevily střelné zbraně, na což izraelské ozbrojené síly reagovaly použitím těžké vojenské techniky a zbraní dlouhého doletu. Po 11. září 2001 se vláda USA pokoušela získat důkaz o propojení mezi Hamásem a Usámou bin Ládinem. Ačkoliv byli někteří bojovníci Hamásu vycvičeni v táborech Al-Káidy, další výraznější spolupráce mezi těmito organizacemi potvrzena nebyla. Avšak oficiální projevy představitelů USA, kteří vyjadřovali názor, že pokračování mírového procesu na území Palestiny musí být spojeno s bojem proti mezinárodnímu terorismu, vyprovokovaly Brigády Kassám, pod velením nového vůdce Saláha Mušafá Šahuda, k další vlně sebevražedných útoků. Ty vedly k velkým ztrátám na životech izraelských civilistů, a ve chvíli, kdy číslo mrtvých přesáhlo sto, zahájil izraelský premiér Ariel Šaron rozsáhlou operaci s názvem Obranný štít (29. března–3. května 2002). Na území Palestinské samosprávy docházelo k těžkým bojům a izraelské bezpečnostní složky se uchýlily k nové strategii, jíž bylo ničení domů rodin sebevražedných útočníků a deportace jejich příbuzných. Cílem bylo vykořenit sympatie Palestinců se sebevražednými útoky vůči Izraeli. V průběhu operace též došlo k zatčení značného počtu představitelů Hamásu, přičemž část z nich padla do zajetí po vyvrcholení obléhání chrámu Kristova narození v Betlémě. Cíle kontroverzní operace Obranný štít však dosaženo nebylo, neboť teroristické aktivity Hamásu pokračovaly nadále, navíc se opět vyostřily vzájemné vztahy mezi Židy a Palestinci. Na konci roku 2002 zahájil Izrael stavbu bariéry mezi vlastním územím a Západním břehem, která byla dokončena v roce 2005. 9. ledna téhož roku byl palestinským prezidentem zvolen Mahmúd Abbás, kterému se v březnu podařilo s Hamásem uzavřít dohodu o dodržování období klidu. Toto příměří Hamás vypověděl 9. června 2006, když izraelské vládní síly bombardovaly jednu z pláží v Gaze. Zároveň došlo k nové, stupňující se vlně teroristických útoků. Poté, co Hamás unesl jednoho z vojáků, Izrael zorganizoval celoplošnou invazi, jejímž úkolem bylo tohoto muže osvobodit (28. června 2006).
Další kontroverzní reakcí na setrvalou atentátnickou činnost Hamásu, spadající do období druhé intifády, bylo uplatnění strategie tzv. mimosoudních likvidací. V jejím rámci byli izraelskou tajnou službou zabiti někteří čelní vůdci organizace, nicméně při těchto akcích docházelo i k dalším ztrátám na životech, o které přicházeli lidé v těsné blízkosti cílů. Obětí jednoho z těchto atentátů se stal i šejch Jásín, kterého zabila raketa odpálená z vrtulníku ve chvíli, kdy po ranní modlitbě vycházel z Mešity v obydlené části Gazy. Společně s ním zahynulo pět dalších osob, včetně jeho syna.
S postupem intifády se veřejné mínění začalo obracet v neprospěch politického vedení Palestiny, z čehož začal těžit Hamás, který 25. ledna 2006 zvítězil ve volbách do zákonodárného shromáždění, v němž obsadil 74 ze 132 křesel. Lidé tak vyjádřili rozčarování, které pociťovali vůči Fatahu. Ten se však s politickou porážkou nesmířil a mezi jeho stoupenci a členy Hamásu začalo docházet k ozbrojeným konfliktům, které na jaře 2007 začaly nabírat podobu občanské války. Izrael, podporovaný USA, po volebním vítězství Hamásu zamítl obnovení vzájemných rozhovorů, neboť odmítal jednat s teroristy. Mezinárodní společenství reagovalo zmrazením rozvojových fondů a hospodářské pomoci, což mělo pro palestinskou ekonomiku drtivý dopad. Otázka Palestiny, jejíž budoucnost znepokojovala arabské země, byla prodiskutovávána v únoru 2007 v Mekce, kde byl pod záštitou saúdskoarabského krále sezváni představitelé obou znepřátelených táborů. Výsledkem složitých jednání bylo dosažení dohody o příměří a vytvoření vlády národní jednoty, v níž byli zastoupeni jak představitelé Hamásu, tak Fatahu. Vzájemná nevraživost mezi oběma organizacemi však přetrvávala a vyvrcholila v polovině června téhož roku, kdy Hamás násilím převzal úplnou kontrolu nad Pásmem Gazy (během ozbrojených střetů zahynuly stovky Palestinců). Palestinský prezident Abbás reagoval rozpuštěním vlády národní jednoty a vyhlášením výjimečného stavu. Novým premiérem jmenoval prozápadního ekonoma Saláma Fajjáda. Hamás, který byl zcela vyšachován z ministerských pozic, Abbásovy kroky nikdy neuznal. Pod jeho vlivem zůstalo celé Pásmo Gazy, zatímco Západní břeh ovládl Fatah. Toto dvojvládí pochopitelně vyhovovalo Izraeli, který vyjádřil podporu umírněnému Fatahu a vůči jím kontrolovaným územím uvolnil některá omezení, která na palestinská území uvalil poté, co ve volbách zvítězil radikální Hamás.

## Současnost

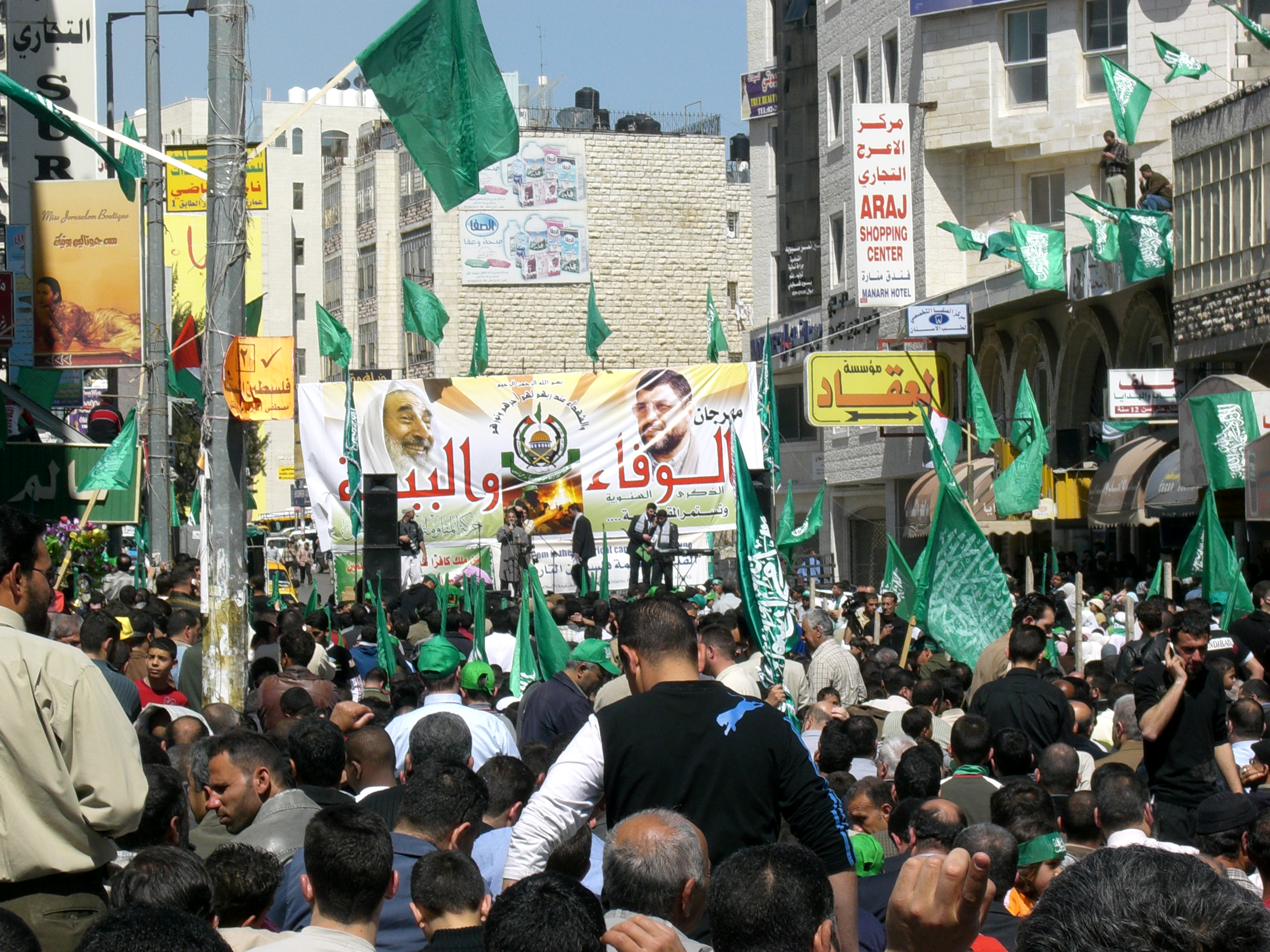
Uctění památky zakladatelů Hamásu šajcha Ahmada Jásína a Abdela Azízíze ar-Rantíssího v Rámaláhu (2007)

Velmi zásadní změnu pro hnutí přinesly události tzv. arabského jara. V reakci na probíhající události se exilové vedení Hamásu, detašované toho času v Sýrii, přiklonilo k islamistické opozici, čímž velmi výrazně narušilo vztahy s režimem prezidenta Bašára Asada. Nejenže pak muselo přesunou své sídlo z Damašku do Kataru, ale příčinou tohoto jednání bylo i zhoršení vztahů s tradičním spojencem Sýrie Íránem a hnutím Hizballáh. Írán pak údajně velmi výrazně utlumil finanční podporu Hamásu. Další výrazně krizovou událostí pro organizaci bylo svržení egyptského prezidenta Muhammada Mursího v roce 2013. S jeho podporou existovala na palestinsko-egyptské hranici jistá míra stability, která Hamásu umožňovala posilování vzájemné soudržnosti s Muslimským bratrstvem. Když se Hamás po politickém převratu nedistancoval od stupňujícího se násilí na Sinajském poloostrově, současný egyptský prezident Abd al-Fattáh as-Sísí označil hnutí za teroristickou organizaci, uvalil na něj sankce a zahájil bezprecedentní blokádu hranic s Pásmem Gazy. Tato situace měla pro Hamás význam i na geopolitické scéně, neboť některé konzervativní arabské režimy, kvůli zachování dobrých vztahů s Egyptem, utlumily jeho podporu. Pokud jde o přítomnost exilové kanceláře v Kataru, ta pro zemi představovala zbytečnou komplikaci, neboť její představitelé chtěli s Egyptem budovat spíš korektní vztahy. V současnosti je tedy více než pravděpodobné, že vnější vedení Hamásu sídlí v Turecku. Napovídala tomu i schůzka, která se konala 19. prosince 2015 v Ankaře, při níž se šéf exilového vedení Hamásu Chálid Maš'al sešel s tureckým prezidentem Erdoganem a výrazné financování, které tato země Hamásu poskytuje.
V dnešních dnech je pro Hamás důležitá zejména obnova infrastruktury, kterou při pozemních a leteckých útocích destruují izraelské ozbrojené síly. Další prioritou pro hnutí je i posilování ve vojenské oblasti a údržba objektů militaristického charakteru. K nim patří zejména desítky pašeráckých a útočných tunelů, které vedou z Pásma Gazy na území Izraele nebo Egypta, ale také výcviková centra a výrobny zbraní a munice. Podle zprávy Izraelské bezpečnostní agentury (ISA) z 25. července 2017, si hnutí zajišťuje příslušenství na výstavbu a obnovu tunelů zejména z materiální humanitární pomoci určené pro chudé palestinské civilisty. Agenti Hamásu údajně také realizují nájezdy na sklady dřeva a železa, jiné suroviny, určené například k průmyslové výrobě zbraní nebo výbušnin, získávají různými způsoby pašování. Nezřídka jde o materiál dvojího využití (např. grafit nebo dusičnan stříbrný), který se operativci Hamásu do Pásma Gazy pokouší dopravit mezi oficiálně schválenými dodávkami pomoci. V tomto směru však jde i o navijáky, motory do kompresorů určených na vrtání tunelů, různé druhy elektrozařízení atd.
Dne 11. listopadu 2018 členové Hamásu provedli jeden z největších útoků za poslední čtyři roky, při němž bylo na území Izraele z  Pásma Gazy vypáleno nejméně 370 raket. V úterý 13. listopadu bylo v reakci na oboustranné, stupňující se násilí, mezi Hamásem a Izraelem dosaženo příměří, na což reagoval izraelský ministr zahraničí Avigdor Lieberman rezignací. Ve čtvrtek 6. prosince 2018 se USA ve Valném shromáždění OSN pokusilo prosadit rezoluci odsuzující hnutí Hamás za raketové útoky na Izrael. Této rezoluci se nedostalo potřebné podpory, ačkoliv pro hlasovalo 87 zemí, 57 jich bylo proti a 33 států se hlasování zdrželo.

### Vedení
Do roku 2024 byl politickým vůdcem Hamásu Ismáíl Haníja. Jeho nástupcem se po jeho smrti stal Jahjá Sinvár, hlavní strůjce útoků na Izrael ze 7. října 2023. Sinvár byl izraelskou armádou zabit v polovině října 2024.
Po zabití Haníji a Sinvára bylo vedení hnutí rozděleno mezi pět členů exilového prozatímního výboru. Ti oznámili společnou vládu až do řádného sněmu strany v březnu 2025. Členy výboru byli: Chálid Maš'al, Chalíl al-Hajja, Záhir Džabarin, Muhamed Ismáíl Darviš a jeden nejmenovaný člen.
Podle izraelské armády převzal po Muhammadovi Dajfovi velení nad vojenským křídlem Hamásu v Pásmu Gazy Muhammad Sinvár, bratr zabitého Jáhji Sinvára.

## Statut a cíle
Hnutí Hamás sleduje dva protichůdné cíle. Jedním je charita vůči Palestincům, druhým teror vůči Izraeli.

### Charta Hamásu 1988
Podle charty z 18. srpna 1988 je ideový základ Hamásu založen na islámu [čl. 1]. Podle téhož dokumentu hnutí samo sebe označuje za palestinskou odnož Muslimského bratrstva [čl. 2], přičemž prohlašuje, že je složeno z muslimů, kteří upřednostňují džihád [čl. 3]. Organizace za svého člena přijímá každého muslima, který uznává její ideologii [čl. 4]. Životním stylem členů Hamásu je Islám, Alláh je jeho cílem, Prorok jeho modelem, korán jeho ústavou [čl. 5]. K hlavním cílům hnutí patří vytvoření palestinského státu na celém území bývalé Mandátní Palestiny [čl. 6]. Etické základy tohoto územního celku by vycházely z islámských principů a práva Šaría. Hamás sám sebe označuje za univerzální muslimské hnutí, přičemž navazuje na myšlenky a postoje Izz ad-Dína al-Kassáma, jež hlásají, že povinností muslimů je boj proti Židům [čl. 7]. Heslo Hamásu zní: „Alláh jako poslední cíl, Prorok jako hlava, Korán jako ústava, smrt pro Alláhovu slávu jako nejžhavější touha“ [čl. 8]. Podle 9. článku vznikl Hamás jako důsledek úpadku islámských hodnot, z čehož vychází nutnost vyhlásit islámský stát. Podle vlastní interpretace Hamás podporuje utlačované a popírá bezpráví [čl. 10]. Palestinu vnímá jako svaté dědictví všech muslimů, jež náleží všem muslimům do vlastnictví až do soudného dne. Odmítá Palestinu předat komukoliv jinému, ten, kdo se jí zmocní, ji také vrátí [čl. 11]. Proti nepříteli je povinen bojovat každý muslimský muž i žena, nacionalismus je součástí islámu [čl. 12]. Palestinský problém lze řešit pouze džihádem, pacifistické řešení vede podle doktríny Hamásu jen k posílení nevěřících nad muslimy, proto se staví proti jakýmkoliv mírovým konferencím [čl. 13]. Samotné osvobození Palestiny je vázáno na tři okruhy lidí: palestinský, arabský a islámský, Palestina je vnímána jako svatá islámská země [čl. 14]. Vštěpování islámských názorů je úkolem vzdělávacího systému, s čímž souvisí i skutečnost, že palestinská otázka je otázkou náboženskou [čl. 15]. Důležitým je podle Hamásu studium islámu ve školách, stejně jako získávání podrobných znalostí o nepříteli [čl. 16]. Ženy nelze oddalovat islámu, neboť vedou výchovu nových pokolení, jejich role proto není menší než úloha mužů, nicméně je třeba se vyhnout západnímu pojetí rovnoprávnosti [čl. 17]. Posláním muslimské ženy je rodina, děti a vedení domácnosti [čl. 18].
Na boji za svobodu se má podílet také islámské umění [čl. 19], společnost by se měla sjednotit a její členové by měli nést společnou zodpovědnost [čl. 20]. Hamás zároveň hlásá ochotu podpořit ty, kdo mají nouzi [čl. 21]. Nepřítel (tj. Židé) mají podle členů Hamásu zodpovědnost za francouzskou a komunistickou revoluci v Rusku a stáli za vypuknutím první i druhé světové války i založením OSN. Jejich spojenci jsou Svobodní zednáři, Rotariáni, Lions Club atd. a podporuje je kapitalistický Západ i komunistický Východ [čl. 22]. Jiná islámská hnutí Hamás respektuje a oceňuje [čl. 23], je proti urážkám a pomluvám [čl. 24], zároveň respektuje i palestinská nacionalistická hnutí [čl. 25]. Rokovat o nových variantách je ochoten pouze s nacionalisty [čl. 25], OOP by podle charty Hamásu měla na svou korouhev umístit islám, nicméně je považována za partnerskou organizaci (Hamás však odmítá její sekularismus) [čl. 27]. Stanovy Hamásu dále prohlašují, že arabské a islámské země by měly bojovat proti sionismu [čl. 28]. Hnutí zároveň usiluje o podporu mezinárodního islámského společenství [čl. 29]. Upozorňuje, že je třeba dávat si pozor na sionistickou kontrolu mezinárodních financí, a dále na skutečnost, že džihád lze vést různými zbraněmi [čl. 30]. Hamás sám sebe vnímá jako hnutí humanitní, s tím, že všichni (tedy vyznavači islámu, křesťanství a judaismu) mohou žít (koexistovat) pod pokojnou islámskou nadvládou [čl. 31]. Hamás odmítá jakékoliv ústupky; dohody z Camp Davidu (1979) byly podle něj zradou Palestinců a dodává, že sionisté usilují o ovládnutí Palestiny od Nilu po Eufrat [čl. 32]. Prostřednictvím charty se Hamás obrací na muslimské národy s žádostí o finanční podporu [čl. 34] a v historické návaznosti na vojenské úspěchy při porážkách křižáků a Tatarů, se zavazuje porazit i sionisty [čl. 35]. Obavy nemusí mít z Hamásu ti pravověrní muslimové, kteří jej respektují a jeho podporu má každý, kdo bojuje proti sionismu. Životním stylem Hamásu je Islám.
Charta byla kritizována pro použití antisemitského jazyka,[7][8] který někteří komentátoři vnímali jako podněcování ke genocidě.[9][10] 
Od té doby, co se Hamás rozhodl kandidovat ve volbách, bagatelizoval roli své charty.[16] V přímém rozporu s Chartou vůdce Hamasu Ismail Haniyeh v roce 2008 prohlásil, že Hamás bude souhlasit s přijetím palestinského státu v rámci hranic z roku 1967 a s nabídkou dlouhodobého příměří s Izraelem.[17] V roce 2010 vůdce Hamasu Khaled Meshaal prohlásil, že Charta je „částem historie a již není relevantní, ale nelze ji změnit z vnitřních důvodů“.[18] Meshaal také uvedl, že Hamas ukončuje své spojení s Muslimským bratrstvem.[19]

### Charta Hamásu 2017
V roce 2017 Hamás vydal nový text, tzv. revidovanou chartu, aniž by však odvolal původní chartu z roku 1988. V nové chartě byl odstraněn antisemitský jazyk a bylo upřesněno, že boj se netýká Židů jako národa nebo vyznavaču judaistického náboženství, ale „sionistickébo projektu“, tj. Státu Izrael. Charta z roku 2017 akceptuje palestinský stát v hranicích, které existovaly před rokem 1967, zároveň však trvá na odmítnutí Hamasu uznat Stát Izrael, který nazývá „sionistickou entitou“.[20] Charta z roku 2017 odkazuje na izraelský stát v hranicích před rokem 1967 jako na přechodný stát a zároveň obhajuje „osvobození celé Palestiny“.[19][21] 
Hlavním důvodem vydání nového dokumentu byla snaha zlepšit prosazování své věci jak ve světě politiky tak na sociálních sítích, protože stávající charta byla v diskusích silným argumentem proti Hamásu. Vliv mohl mít i záměr Chálida Maš'ala odejít do důchodu a zanechat po sobě něco pozitivního.
Pohledy na dokument z roku 2017 se od počátku různily. Většina komentářů byla spíše rezervovaných s tím, že teprve čas ukáže, nakolik jde o skutečnou změnu nebo jen o změnu rétoriky. Někteří nový dokument vítali jako známku zvýšené politické vyspělosti, pokus překlenout propast mezi umírněnými a zastánci tvrdé linie v rámci Hamásu a potenciální krok na cestě k míru, mnozí jiní, včetně izraelského premiéra Benjamina Netanjahua, jej odmítli jako pouhé kosmetické úsilí navržené tak, aby Hamás zněl přijatelněji a přitom neměnil nic na základních cílech a metodách Hamásu. Výroky předních představitelů Hamásu dávají za pravdu spíše těm druhým.
Zpětně se ukazuje, že Hamás v době vlády v Gaze budoval tunely, pašoval zbraně a radikalizoval mládež. Obecně upřednostňoval své militantní cíle před potřebami obyvatel. Jeden z představitelů Hamásu Chalil al-Hadža prohlásil po útoku ze 7. října: "Cílem Hamásu není řídit Gazu a přivádět do ní vodu, elektřinu a podobně,… Tato bitva nebyla proto, že bychom potřebovali palivo nebo dělníky. Neusilovala o zlepšení situace v Gaze. Tato bitva má zcela změnit situaci."

## Organizační struktura

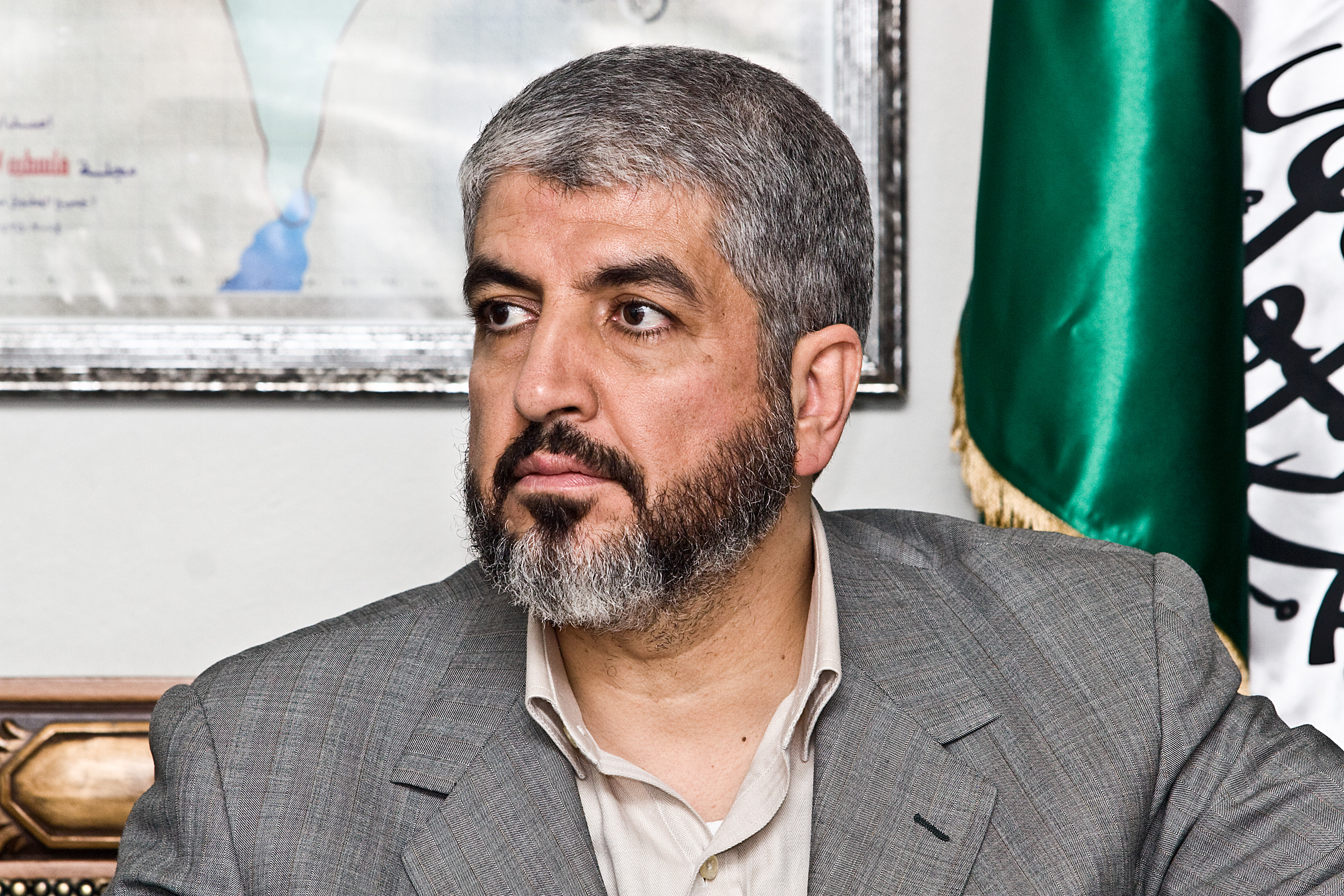
Někdejší představitel exilového vedení Hamásu Chálid Maš'al

Hamás se dělí na dvě křídla – civilní a militantní. Civilní (politické) navazuje na neotradicionalistické počínání Muslimského bratrstva a výrazně se podílí na činnosti podporující chudé palestinské obyvatelstvo, zejména v Pásmu Gazy. Provozuje vlastní školy i systém sociálního zabezpečení, vývařovny pro chudé a organizace podobné hnutí skautů (v islámské podobě). Civilní křídlo Hamásu se postupně zapojilo také do politicky a za tímto účelem vybudovalo silný politický aparát. Díky tomu, že se vedení organizace vyznačuje mnohem menší mírou zkorumpovaností, než je tomu běžné u oficiálních palestinských struktur, konkrétně předáků OOP, má zajištěnu výraznou popularitu mezi značnou částí palestinského obyvatelstva (zejména v chudém pásmu Gazy).
Militantní křídlo Hamásu se nazývá Brigády Izz ad-Dína al-Kassáma (zkráceně Brigády Kassám) a bylo založeno v reakci na vlnu represí ze strany Izraele v roce 1991. Zpočátku brigády Kassám působily pouze v Pásmu Gazy, od roku 1992 začaly operovat i v Zajordání v Hebronu a posléze v Nábulusu. Zde se nezabývaly pouze útoky proti izraelským kolonistům a vojákům, ale svou pozornost soustředily i na likvidaci informátorů Izraele z řad Palestinců. Při výběru cílů na straně Židů příslušníci Hamásu nerozlišují, zda jde o bezpečnostní síly či civilní obyvatelstvo, neboť všichni Izraelci, včetně žen, vykonávají službu v okupační armádě. S narůstajícím vlivem v politické sféře začalo ozbrojené křídlo vytvářet i bezpečnostní složku, kterou se staly bezpečnostně-policejní sbory v Pásmu Gazy. Ozbrojený boj organizace má mezi palestinskými obyvateli značnou míru podpory, což si uvědomují i čelní předáci Hamásu. Pro chudé Palestince, kteří se z ekonomického hlediska často nachází na samé hranici přežití, jsou mnohem přijatelnější formou odporu proti Izraeli než výzvy ke stávkám a bojkotu spolupráce s židovskými enklávami.

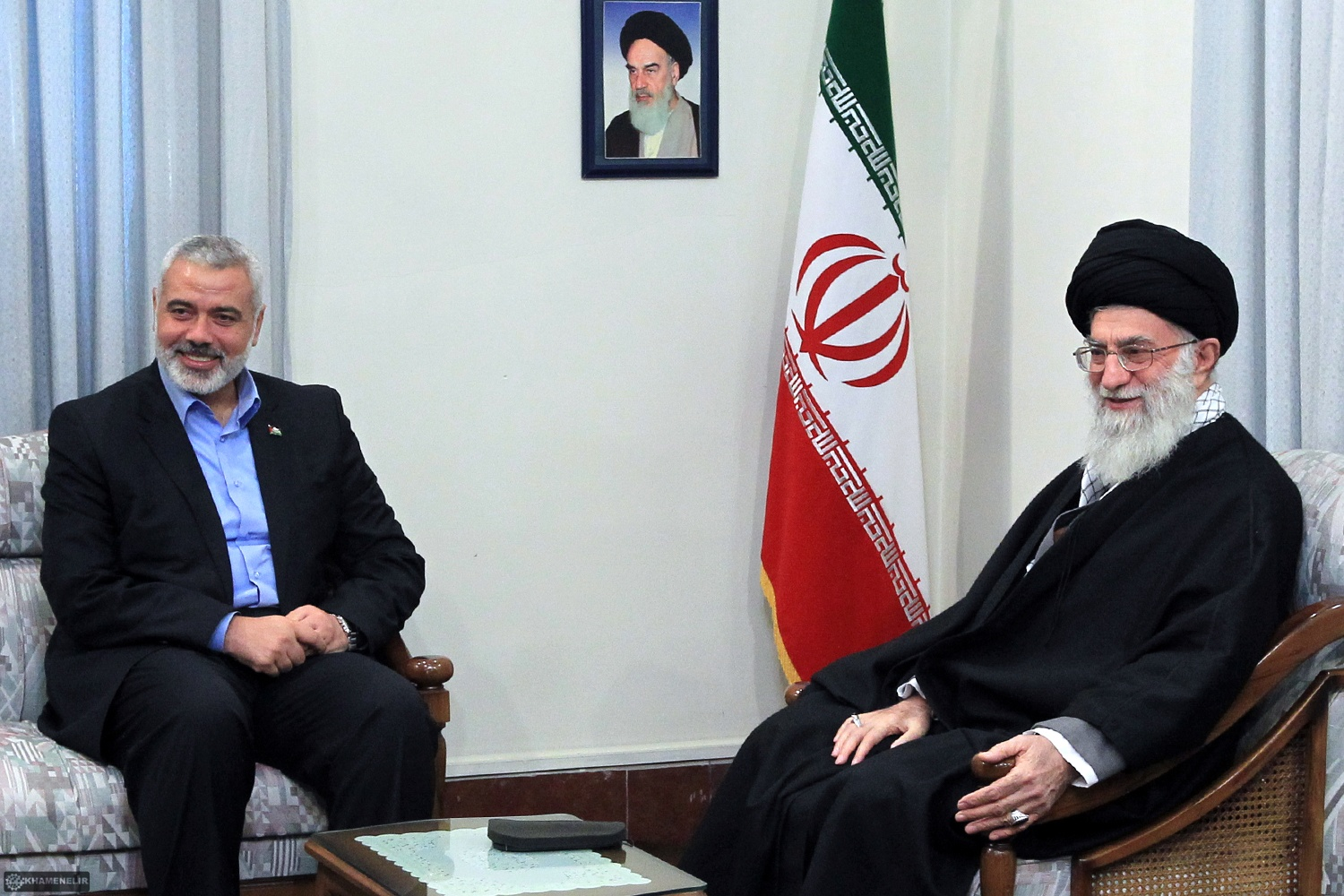
Vůdce Hamásu Ismáíl Haníja a íránský duchovní vůdce ajatolláh Alí Chameneí v Teheránu v únoru 2012

Velitelská struktura Hamásu je rozdělena na dvě části. Domácí, jež řídí organizaci přímo v Palestině a exilovou, vnější, která operuje mimo hranice. Do roku 1993, kdy byl Hamás na nátlak Izraele v USA zapsán na seznam teroristických organizací, se jeho velení nacházelo v americkém Springfieldu, kde mu velel Músá Muhammad Abú Marzúq. Pod tlakem nastalých okolností se velení v roce 1997 přesunulo do Ammánu v Jordánsku. Zde sídlilo až do roku 1999, kdy byli jeho členové obviněni, že se snaží narušit izraelsko-jordánskou mírovou smlouvu. Na nejvyšší vůdce byla uvalena vazba a řada obvinění, po čase však byli propuštěni a vyhoštěni. Na krátkou dobu pak našli azyl v Kataru a od roku 2001 v Damašku v Sýrii. Zde je pod svou záštitu přijal prezident Bašár Asad a zde také navázali bližší vztahy s Hizballáhem. V roce 2012, po vypuknutí nepokojů inspirovaných tzv. arabským jarem, se exilové velení postavilo na stranu opozice a nástupce Abú Marzúqa, Chálid Mašál, přesunul kancelář Hamásu z Damašku zpět do Kataru. Po abdikaci katarského emíra se jeho syn a nástupce Tamím bin Hamad Ál Thání rozhodl svou politiku směřovat k napravení vztahů s Egyptem, což se dělo na úkor jeho vztahů s Muslimským bratrstvem i Hamásem. Není, proto vyloučeno, že v současnosti exilové vedení Hamásu sídlí v Turecku. Jako další, více či méně pravděpodobné sídlo jeho kanceláře je uváděn také Írán. Zajímavostí může být, že letech 1992 a 1993 mělo militantní křídlo Hamásu svou centrálu rovněž v Londýně.

## Teroristické akce Brigád Kassám

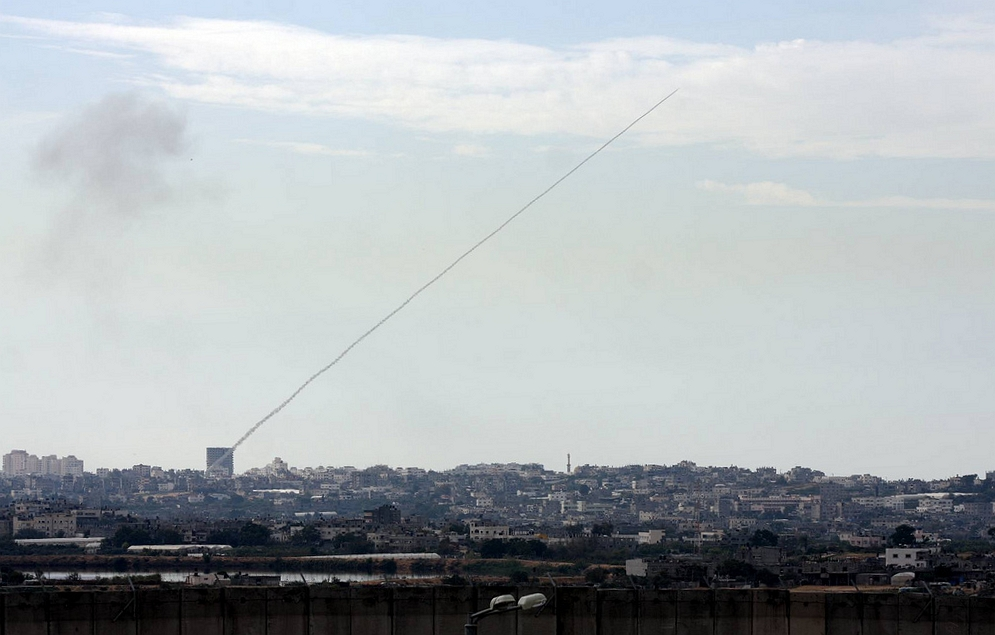
Raketa Kassám vystřelená z civilní oblasti Gazy směrem do oblasti jižního Izraele (12. prosinec 2008)

V počátcích své činnosti směřující proti Izraelcům, využívaly brigády Kassám mimo střelných a chladných zbraní, též časovaných náloží. První pokus o odpálení nálože v Tel Avivu se v listopadu 1992 izraelským bezpečnostním složkám podařilo odvrátit. Strategii sebevražedných útoků převzal Hamás od hnutí Hizballáh, se kterým se čelní představitelé Hamásu dostali do bližšího kontaktu v roce 1992. Důvod, proč se Hamás uchýlil k využívání sebeobětování živých osob jako prostředku vedení války, vyjádřil Abdel Aziz Radntisi, jeden z vůdců militantního křídla Hamásu v Gaze, slovy: „Hamás používá tuto taktiku a prostředky boje, protože nemá letadla F-16, vrtulníky Apache, tanky, ani řízené střely… Ti muži to nedělají kvůli tomu, že se dostanou do ráje, kde na ně budou čekat panny. Důvod je ten, že čelíme okupaci a jsme slabí.“ Hlavním organizátorem tohoto útočného způsobu vedení boje byl ve svých počátcích Jahjá Ajjáš, kterého izraelská tajná služba zabila 5. ledna 1996 v Gaze. Poprvé taktiku sebevražedných útoků Hamás neúspěšně uplatnil v dubnu 1993, kdy se příslušník Hamásu odpálil mezi dvěma prázdnými autobusy. Další útok byl provedený 19. října 1994, kdy se atentátník odpálil u autobusu na Dizengoffově třídě v Tel-Avivu. Při výbuchu zemřelo 21 Izraelců a jeden nizozemský turista. Dva podobně ničivé útoky proběhly 3. března 1996. Jejich cílem byla autobusová linka č. 18 a výsledkem bylo čtyřicet pět mrtvých pasažérů. V roce 1997 Hamás své útoky soustředil na větší shromáždění lidí. Takové akce zrealizoval 21. března v Tel Avivu a následně 4. září v obchodním centru v Jeruzalémě.
Po dohodách uzavřených mezi Izraelem, Hamásem a OOP v roce 1994 nenastal až do současnosti prakticky žádný posun při pokusech o řešení konfliktu, situace spíš připomíná začarovaný kruh. Na jakékoliv snahy OOP o smír s Izraelem odpovídá Hamás novou sérií atentátů, po kterých následují izraelské represe. OOP, ve snaze pozastavit represe, zahajuje jednání s Hamásem, po němž je požadováno ukončení atentátnické činnosti. Posléze následují další jednání OOP a Izraelem, na něž reaguje Hamás sebevražednými útoky.
Změnu v taktice Hamásu přineslo období Druhé intifády. Její příslušníci začali při sebevražedných misích využívat výbušné opasky, které byly příčinou mnoha masakrů v autobusech, nočních klubech (Sebevražedný bombový útok na diskotéce Delfinárium), pizzeriích i na Hebrejské univerzitě. V řadách těchto útočníků se poprvé začaly objevovat ženy a děti. Při boji se větší míře začali využívat i miny a dálkově ovládané nálože, které způsobovaly ztráty na životech zejména v řadách izraelských ozbrojených sil. V této době také palestinští odborníci Adnad al-Ghúl a Nidal Fahi Rabah Farahat sestrojili první rakety Kassám, kterými Hamás z Pásma Gazy začal ostřelovat blízké izraelské obytné zóny. Práce na zdokonalení této zbraně pokračují až do současnosti a její využití má setrvale stoupající tendenci. A to i přes snahu izraelských bezpečnostních složek omezit dovoz materiálů, vhodných pro jejich konstrukci.

## Financování

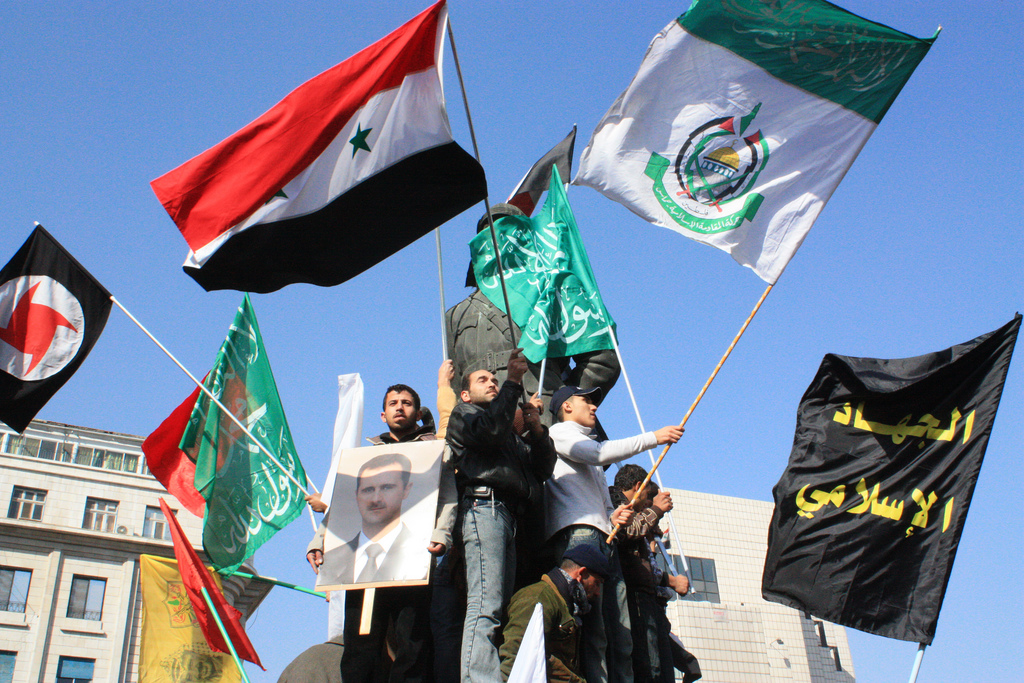
Shromáždění v syrském Damašku (2008)

V prvních letech po založení organizace byl významným finančním donátorem Hamásu Kuvajt. Jeho finanční příspěvky však nebyly hlavní příjmovou složkou organizace. Tu tvoří zejména příspěvky samotných Palestinců. Podílí se i palestinští emigranti, z nich nemalou částí komunita usazená v USA. Další část příjmů organizace tvoří dary od dalších fundamentálně smýšlejících příznivců z jiných muslimských zemí. Příkladem mohou být události z roku 1997, kdy byl výměnou za tři izraelské agenty vyměněn k doživotí odsouzený duchovní vůdce Hamásu šajch Jásín. Ačkoliv byl od dětství odkázán na invalidní vozík, vzápětí podnikl cestu do Íránu, Sýrie a Súdánu, kde se mu pro hnutí podařilo značné finanční prostředky.
Dalším významný sponzorem Hamásu je Katar, který převedl na účty Hamásu více než 1,5 miliardy eur. Hamás získává prostředky také z humanitární pomoci, kterou poskytuje Evropská unie. Rakety je Hamás schopen odpalovat díky technologiím, které poskytl Írán.
Podle zprávy Izraelské bezpečnostní agentury (ISA) z 14. února 2018 je v současnosti jedním z největších sponzorů Hamásu Turecko, které pro převod finančních prostředků využívá například společnost SADAT. Posláním této instituce je finančními a válečnými prostředky podpořit vytvoření „palestinské armády“, jejímž úkolem by byl boj proti Izraeli. Podle dalších zjištění Hamás v Turecku vlastnil i společnost IMES, která sloužila k praní špinavých peněz v řádech milionů amerických dolarů, jež byly posléze převedeny do Pásma Gazy a dalších zemí. Podle stejné zprávy probíhá podpora hospodářské a vojenské činnosti Hamásu v Turecku neomezeně, neboť místní úředníci před ní přivírají oči a příležitostně ji i povzbuzují za pomoci tureckých státních příslušníků, z nichž někteří mají blízko k vládním kruhům. Agentura dále dodává, že aktivity Hamásu se mimo jiné opírají o obchodní platformy, které slouží k praní špinavých peněz, jež jsou posléze převáděny do Judska a Samaří, kde slouží k náboru Izraelců do řad organizace. Financování buněk na území Izraele je pro Hamás samo o sobě poměrně složitou operací. Podle tiskové zprávy ISA z 28. května 2017 hnutí k převodu hotovosti na izraelské území využívá nejen obchodníků, ale jako kurýři jsou údajně využíváni i nemocní a starší lidé, kteří obdrželi povolení k léčbě v izraelských zdravotnických zařízeních.

## Podpora
Před převzetím kontroly nad Pásmem Gazy v roce 2007 mělo 62 % Palestinců na organizaci pozitivní názor, zatímco třetina měla negativní názor. Podle průzkumu Pew Research z roku 2014, těsně před konfliktem mezi Izraelem a Gazou v roce 2014, jen asi třetina Palestinců vnímala Hamás pozitivně a více než polovina měla na Hamás negativní názor. Hamás vnímalo negativně také 68 % izraelských Arabů.
Popularita Hamásu mezi Palestinci vzrostla po izraelském bombardování Gazy v červenci–srpnu 2014. 81 % Palestinců považovalo Hamás za vítěze války s Izraelem v roce 2014. Průzkum provedený v roce 2021 zjistil, že 53 % Palestinců věřilo, že Hamás si „nejvíce zaslouží reprezentovat a vést palestinský lid“, zatímco pouze 14 % preferovalo Abbásovu stranu Fatah. Současně většina obyvatel Gazy vnímala Hamás jako zkorumpovaný, ale bála se ho kritizovat. Průzkumy provedené v roce 2023 ukázaly, že podpora Hamásu mezi Palestinci byla přibližně 27–31 %.
Průzkum veřejného mínění z června 2021 zjistil, že 46 % respondentů v Saúdské Arábii podpořilo raketové útoky Hamásu na Izrael během izraelsko-palestinských střetů v květnu 2021. Průzkum z března/dubna 2023 zjistil, že 60 % Jordánců vnímá Hamás odpalující rakety na Izrael alespoň trochu pozitivně.
V Kataru sídlící politický vůdce Hamásu Ismáíl Haníja, který v době útoku Hamásu na Izrael dne 7. října 2023 pobýval v tureckém Istanbulu, jednal 21. října 2023 s tureckým prezidentem Recep Tayyip Erdoğanem o situaci v Gaze a o vývoji ve válce mezi Izraelem a Hamásem. Erdoğan prohlásil, že Hamás nepovažuje za teroristickou organizaci.